# Clípeo (artrópodos)

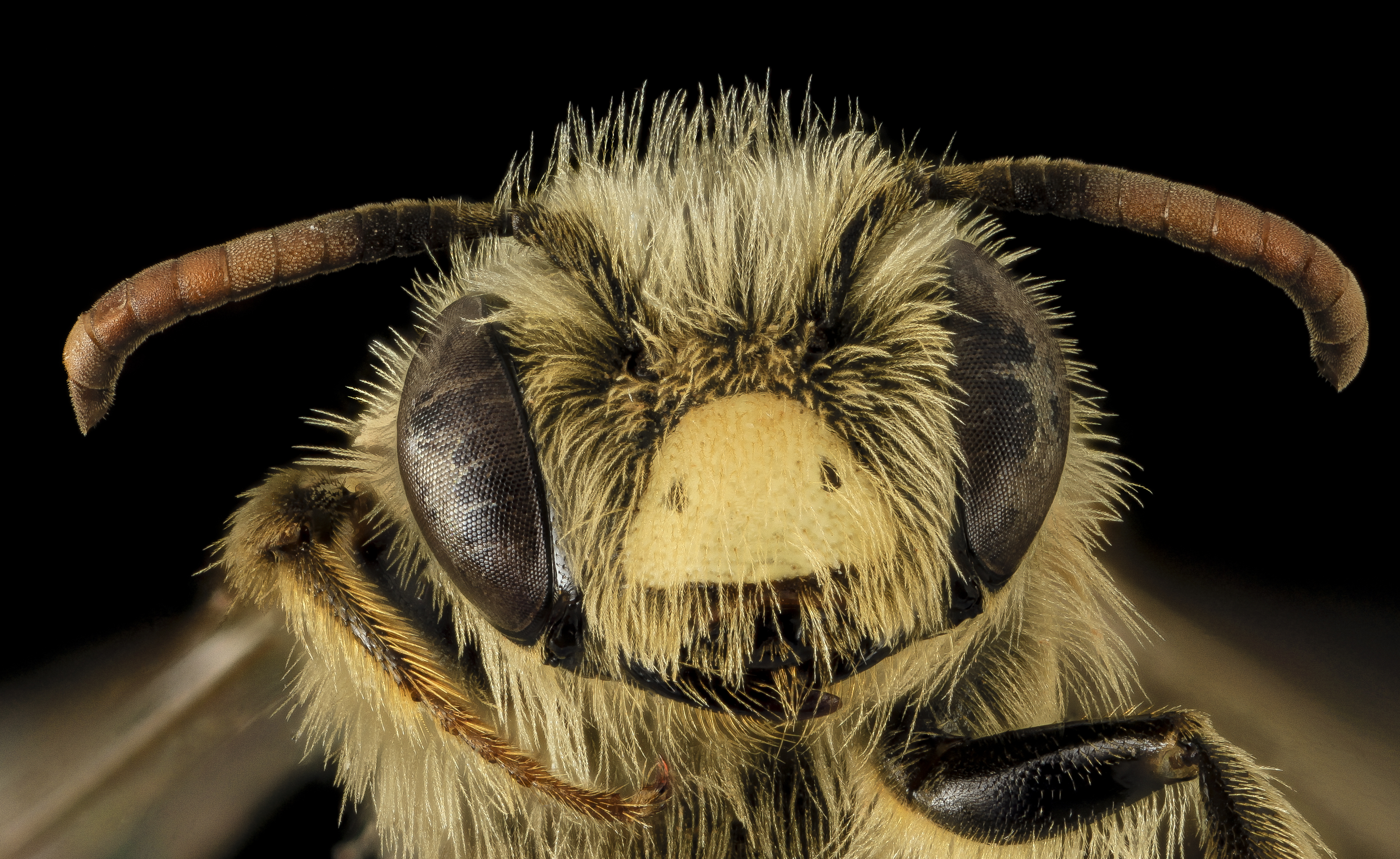
Clípeo (amarillo) de una abeja

Clípeo (en turquesa) de un insecto

El clípeo es uno de los escleritos que forman la cabeza de un artrópodo. En los insectos, el clípeo delimita el margen inferior de la cara, con el labro articulado a lo largo del margen ventral del clípeo. Las mandíbulas sujetan el labro, pero no tocan el clípeo. El margen dorsal del clípeo está debajo de las cuencas antenales. Suele estar bien definido por surcos ondulados a lo largo de sus márgenes laterales y dorsales, y lo más común es que tenga una forma general rectangular o trapezoidal. 
El posclípeo es una gran estructura en forma de nariz que se encuentra entre los ojos y forma parte de la parte delantera de la cabeza en las especies de Cicadidae (cicadas).
En las arañas, el clípeo es generalmente el área entre el borde anterior del caparazón y los ojos anteriores.